# Leptoconops macfiei
Leptoconops macfiei är en tvåvingeart som beskrevs av Jean Clastrier 1975.
Leptoconops macfiei ingår i släktet Leptoconops och familjen svidknott. Inga underarter finns listade i Catalogue of Life.